# Вестибулярный секс
Вестибулярный секс (лат. coitus per vetibulum) — разновидность полового акта без проникновения, является замещающей формой коитуса (лат. coitus, вагинального секса), осуществляемый путём ритмичных движений полового члена, не выходящего за пределы преддверия влагалища.
Вестибулярный коитус применяется в следующих случаях:
- как средство предотвращения нарушения целости девственной плевы у молодёжи;
- при вагинизме;
- при развратных действиях;
- когда оргазм у женщины наступает при интенсивном воздействии на клитор и вульву;
- когда ослабленная эрекция не даёт возможности введения полового члена во влагалище;
- при выраженном сопротивлении жертвы в процессе покушения на изнасилование.

С судебно-медицинской и юридической точки зрения, вестибулярный коитус нельзя расценивать как совершение полового акта. Коитус между бёдер, молочных желез, в подмышечной впадине — трение половым членом по указанным частям тела. В правовой практике применение этих форм, обычно встречаемых при развратных действиях, нельзя расценивать как совершение полового акта даже в случаях, закончившихся семяизвержением.